# Новосельцев, Михаил Георгиевич
Михаи́л Гео́ргиевич Новосе́льцев (10 октября 1921; дер. Михнева, Орловская губерния — 4 августа 2003, Москва) — Герой Советского Союза (1943), генерал-майор (1972).

## Биография
Родился 10 октября 1921 года в деревне Михнева Болховского уезда Орловской губернии. Русский. С 1936 года жил в городе Болхов. В 1939 году окончил 10 классов школы.
В армии с сентября 1939 года. В июне 1941 года окончил Московское артиллерийское училище. Служил в артиллерии командиром взвода, начальником разведки дивизиона и заместителем командира батареи (в Среднеазиатском военном округе).
Участник Великой Отечественной войны: в июле 1942 — марте 1943 — начальник штаба и заместитель командира дивизиона 1112-го пушечного артиллерийского полка, в марте 1943 — апреле 1945 — заместитель командира дивизиона, помощник начальника штаба полка и командир дивизиона 691-го артиллерийского полка, в апреле-мае 1945 — командир дивизиона 805-го гаубичного артиллерийского полка. Воевал на Брянском, Воронежском, 1-м и 4-м Украинских фронтах. Участвовал в оборонительных боях под Воронежем, Воронежско-Касторненской, Харьковских наступательной и оборонительной операциях, освобождении Левобережной Украины, битве за Днепр, Киевских наступательной и оборонительной, Житомирско-Бердичевской, Проскуровско-Черновицкой, Львовско-Сандомирской, Карпатско-Ужгородской, Западно-Карпатской и Моравско-Остравской операциях. В боях был трижды легко ранен — в сентябре 1943 года, в июне и сентябре 1944 года.
Особо отличился при форсировании Днепра. В ночь на 25 сентября 1943 года организовал переправу двух батарей дивизиона на правый берег Днепра в районе села Гребени (Кагарлыкский район Киевской области, Украина) и, заняв позиции, огнём встретил контратакующего врага. В критические моменты боя лично вставал к орудию. Занятый плацдарм был удержан.
За мужество и героизм, проявленные в боях, Указом Президиума Верховного Совета СССР от 24 декабря 1943 года капитану Новосельцеву Михаилу Георгиевичу присвоено звание Героя Советского Союза с вручением ордена Ленина и медали «Золотая Звезда».
В 1948 году окончил Военную академию имени М. В. Фрунзе. В январе-октябре 1949 — командир батареи и преподаватель тактики в Сумском артиллерийском училище. В 1950 году окончил курсы при Военно-дипломатической академии. В 1950—1959 годах служил старшим офицером в 10-м Управлении Генерального штаба (международное сотрудничество). В 1961 году окончил Военную академию Генштаба.
В 1961—1970 — старший офицер-оператор и начальник группы направления Главного оперативного управления Генерального штаба, в 1970—1975 — начальник отдела оперативного управления Главного штаба Сухопутных войск. С 1975 года — старший преподаватель кафедры управления войсками Военной академии Генштаба, доцент (1985). С августа 1988 года генерал-майор М. Г. Новосельцев — в отставке.
Жил в Москве. Умер 4 августа 2003 года. Похоронен на Митинском кладбище в Москве.

## Награды
- Герой Советского Союза (24.12.1943);
- орден Ленина (24.12.1943);
- два ордена Отечественной войны 1-й степени (28.05.1944; 11.03.1985);
- орден Трудового Красного Знамени (4.03.1975);
- два орденами Красной Звезды (14.09.1943; 5.11.1954);
- медали;
- золотой Крест Заслуги (1973, Польша);
- другие иностранные награды.

## Память
На доме № 30 по улице Маршала Бирюзова (район Москвы Щукино) установлена мемориальная доска с надписью: «В этом доме с 1954 по 2003 год жил Герой Советского Союза Новосельцев Михаил Георгиевич».